# Agropyron acutum
Agropyron acutum är en gräsart som först beskrevs av Dc., och fick sitt nu gällande namn av Johann Jakob Roemer och Schult.. Agropyron acutum ingår i släktet kamveten, och familjen gräs. Inga underarter finns listade i Catalogue of Life.